# Hemeroblemma respiciens
Hemeroblemma respiciens là một loài bướm đêm trong họ Erebidae.